# Maureen René

Erste deutsche Single auf Tempo 516

Maureen René (* 10. Juli 1933 in Southampton, England; † 9. Mai 2020) war eine britische Sängerin, die im Bereich der Popmusik weltweit aktiv war. In Deutschland wurde sie durch ihre Schallplatten-Veröffentlichungen in den 1950er und 1960er Jahren bekannt.

## Musikalische Laufbahn
Mit 21 Jahren kam Maureen René von Großbritannien nach Wiesbaden, um als Sängerin bei der Truppenbetreuung der amerikanischen Streitkräfte zu arbeiten. Durch ihre öffentlichen Auftritte wurde das Management des Münchner Billiglabels Tempo auf René aufmerksam und nahm sie unter Vertrag. Tempo war bekannt durch seine Coverversionen erfolgreicher Schlager, und so war auch Renés erste Veröffentlichung bei Tempo die deutsche Adaption des Titels Tammy, im Original gesungen von Debbie Raynolds. Wie bei Tempo üblich, musste sie sich die Single mit einem Sänger namens Harry Graf teilen, der die A-Seite besang. Dieses Verfahren setzte sich auch bei zahlreichen weiteren Tempo-Schallplatten mit Maureen René fort. Bis 1960 besang René 21 Singles bei dem Münchner Label. Dabei nahm sie Coverversionen so bekannter Titel wie Rock Around the Clock (Original Bill Haley), Melodie d’amour (Edmundo Ros) oder Hula Hoop (Angèle Durand) auf. Bereits in Wiesbaden traf sie den damals ebenfalls bekannten Musiker und Komponisten Lutz Dietmar. Dieser nahm die junge Sängerin unter seine Fittiche und gemeinsam mit seinem eigenen Orchester entstanden daraufhin zahlreiche Singleproduktionen. Nach einiger Zeit wurde dann der später bekannt gewordene Saxofonist Max Greger Mitglied des Lutz Dietmar Orchesters, welchem er nach einiger Zeit auch seinen Namen lieh. In dieser Zeit jedoch schrieb Lutz Dietmar auch weiterhin sämtliche Arrangements und spielte bis zu seiner Erkrankung immer noch Klavier. Lutz Dietmar erlag 1959 im Alter von nur 35 Jahren einem Krebsleiden. Bereits vor dem Tod Dietmars sorgte Greger dafür, dass er das von Dietmar gegründete und geführte Orchester nach dessen Tod gänzlich übernehmen und allein weiterführen konnte. Diese Informationen wurden sowohl von den damals beteiligten Musikern als auch von Mitgliedern der Plattenfirma sowie von Rene selbst bestätigt. Rene und Dietmar waren verheiratet und hatten eine Tochter. Sophia Rene trat später in die Fußstapfen ihrer Eltern und war im Showgeschäft sowohl als Model als auch als Sängerin sehr erfolgreich.
Durch ihre intensive Zusammenarbeit mit Lutz Dietmar wurde dann auch bald die führende deutsche Plattenfirma Polydor auf die englische Sängerin aufmerksam. 1960 produzierte sie zwei Singles mit René, deren erste ihr auch einen nennenswerten Plattenerfolg einbrachte. Mit dem Titel Wenn der Sommer kommt, einer deutschsprachigen Version des internationalen Instrumental-Hits Theme from “A Summer Place” mit Percy Faith, kam René im Sommer 1960 in die Top-50-Hitwertung der deutschen Musikzeitschrift Musikmarkt, wo sie innerhalb von vier Wochen als Bestnotierung Platz 49 erreichte, platzgleich mit dem Original. Der zweite Versuch Polydors, René mit einer Coverversion erfolgreich zu platzieren, ging nicht auf, weil der Titel Matrosen aus Pyräus auch mit Lale Andersen und Caterina Valente veröffentlicht wurde, und die weniger bekannte Maureen René dagegen chancenlos war. Danach verzichtete Polydor auf weitere Produktionen mit ihr. Unbekannt ist, in welcher Weise sie Anteil am Erfolg des Polydor-Titels Seemann in den USA hatte. Dort hatte die Plattenfirma Kapp das deutschsprachige Original mit Lolita übernommen, es aber mit einer englischen Sprachsequenz versehe. Diese war von Maureen René gesprochen worden. Die Kappversion erreichte in den USA Platz fünf in den Hot 100-Charts.
Nach einem Jahr Pause bot sich eine neue Gelegenheit, wieder Schallplatten veröffentlichen zu können. Tempo-Chef Oskar Meissner hatte mit dem Label Osca eine neue Plattenfirma gegründet und bot Maureen René weitere Plattenproduktionen an. Aus diesem Arrangement entstanden 1962 drei Singles, von denen die erste mit dem Titel Dankeschön und auf Wiedersehn noch einmal zu einem Hitparadenerfolg führte. Im Musikmarkt erreichte René im Februar 1962 Platz 30. Auf ihrer dritten und letzten Single bei Osca sang René ein Duett mit ihrer Tochter Sophia (Mami, Du, hör mal zu).
Nachdem auch der Plattenvertrag mit Osca ausgelaufen war, konzentrierte sich René auf Konzertauftritte. Als sie ein Angebot für eine eigene siebenmonatige Musikshow im Tokioter Hilton-Hotel bekam, verließ sie Deutschland. Nach dem Erfolg ihrer Show in Japan erhielt sie von der Hotelkette neue Verträge für Hongkong, Korea und Hawaii. Nach einem weiteren Engagement in Puerto Rico ließ sie sich 1971 in New York nieder. Neben weiteren Gesangsauftritten in den dortigen Nachtclubs besuchte sie eine Schauspielschule und trat in einigen Theaterstücken und mit einer One Woman Show am Broadway auf. 1992 kehrte sie mit ihrem zweiten Ehemann, einem ehemaligen Hilton-Manager aus Puerto Rico, in ihre Heimat England zurück und nahm ihren Wohnsitz in Bournemouth, Grafschaft Dorset. Auch danach blieb sie dem Showgeschäft treu und arbeitete unter anderem für die „International Singing Show“ auf Kreuzfahrtschiffen.

## Vinyl-Singles
| A/B-Seite                                                           | Katalog-Nr. | veröffentl. |
| ------------------------------------------------------------------- | ----------- | ----------- |
|                                                                     | Tempo       |             |
| A: (Das Fitzett) / B: Was kann schöner sein                         | 516         | 1956        |
| A: (Jenny Johnson) / B: Whatever Will Be                            | 517         | 1956        |
| Soweit wie uns die Sterne sind / True Love                          | 532         | 1957        |
| Deine Liebe / B: (Jenny Johnson)                                    | 536         | 1957        |
| A: (Belcantos) / B: Irgendwen braucht jeder                         | 555         | 1957        |
| Round and Round / B: (Frank Forster)                                | 562         | 1957        |
| Rock Around the Clock / B: (Jenny Johnson)                          | 587         | 1957        |
| Rock Around the Clock / B: (Frank Forster)                          | 589         | 1957        |
| A: (Jenny Johnson) / B: Der weiße Mond von Maratonga (& Harry Graf) | 596         | 1957        |
| Sternennacht im Mai / B: (Erika Graf)                               | 599         | 1957        |
| Melodie d’amour / Io Ti Amo                                         | 634         | 1957        |
| Addio Amigo / B: (Frank Forster)                                    | 643         | 1958        |
| Du wirst geliebt / B: (Lutz Dietmar)                                | 648         | 1958        |
| Tammy / B: (Lutz Dietmar)                                           | 660         | 1958        |
| Hula Hoop / Junge Leute brauchen Liebe                              | 685         | 1959        |
| Einmal kommt das Glück zu mir / Darum träum’ ich nur von dir        | 705         | 1959        |
| Wer zählt schon die Jahre / B:( Margit Schumann)                    | 714         | 1959        |
| Haiti Cherie / B: (Margit Schumann)                                 | 732         | 1960        |
| Irgendwo und irgendwann / B: (Gerd Fitz)                            | 755         | 1960        |
| Sternenschein / B: (Charlotte Marian)                               | 825         | 1960        |
| Weites Land / B: (Erika Berg)                                       | 841         | 1960        |
|                                                                     | Polydor     |             |
| Wenn der Sommer kommt / So wie damals                               | 24279       | 07/1960     |
| Matrosen aus Pyräus / Dein, immer wieder dein                       | 24468       | 12/1960     |
|                                                                     | Osca        |             |
| Schau mich noch einmal so an / Dankeschön und auf Wiedersehn        | 1001        | 1962        |
| Die weiße Tarverne am Meer / Man liebt nur einmal                   | 1006        | 1962        |
| Mami, Du, hör mal zu / Schlaf mein Liebling                         | 1010        | 1962        |